# Stephan Bender (Archäologe)
Stephan Bender (* 30. Dezember 1965 in Gießen; † 20. Juni 2019 in Heidelberg) war ein deutscher Provinzialrömischer Archäologe.

## Ausbildung
Stephan Bender leistete nach dem Abitur zunächst einen zweijährigen Wehrdienst als Soldat auf Zeit ab, bevor er zum Wintersemester 1987/1988 zunächst an der Johann Wolfgang Goethe-Universität Frankfurt am Main, dann an der Albert-Ludwigs-Universität Freiburg Provinzialrömische Archäologie mit den Nebenfächern Klassische Archäologie und Alte Geschichte studierte. Nach Abschluss des Studiums 1993 arbeitete er in Frankfurt an seiner Dissertation über Bronzeschalen mit flachem horizontalem Griff („Kasserollen“) im Umfeld der Fundstätten Neapel, Pompeji und Herculaneum. Die Arbeit entstand im Rahmen des Frankfurter Graduiertenkollegs „Archäologische Analytik“ und führte 2007 zur Promotion.
Ab 2000 erfasste er für das Landesamt für Denkmalpflege Hessen den Bestand an Fundplätzen entlang des durch Hessen verlaufenden römischen Limes in Vorbereitung auf den gemeinsamen Antrag der Bundesländer Rheinland-Pfalz, Hessen, Baden-Württemberg und Bayern, die Anlage in das UNESCO-Welterbe aufzunehmen. Anschließend war er maßgeblich daran beteiligt, den Limesentwicklungsplan für Hessen abzufassen, der 2005 fertig gestellt wurde, dem gleichen Jahr, als auch der Limes als Welterbe anerkannt und Stephan Bender erster Limesbauftragter des Landes Hessen wurde.
2007 wechselte Stephan Bender nach Baden-Württemberg, wo er das Limes-Informationszentrum am Limesmuseum Aalen aufbaute und dessen Leitung übernahm, seit 2013 als Mitarbeiter des Landesamtes für Denkmalpflege Baden-Württemberg. Gleichfalls seit 2007 übernahm er die Betreuung der Limes-Cicerones. Parallel zu diesen Entwicklungen forschte er weiter am Limes, entdeckte als erster die Spuren von hölzernen Wachtürmen im westlichen Bereich des Rätischen Limes, das mögliche Kleinkastell beim Limestor Dalkingen und die Verlängerung des Neckar-Odenwald-Limes in das Neckarvorland. 2015 wurde er Leiter des neu errichteten Fachbereichs „Welterbe Archäologie“ im Landesamt für Denkmalpflege Baden-Württemberg.
2019 verstarb Bender nach schwerer Krankheit in Heidelberg. Seine Nachfolge als Limeskoordinator in Baden-Württemberg übernahm im Mai 2020 der Provinzialrömische Archäologe Andreas Schaflitzl.

## Schriften
Nach Erscheinungsjahr geordnet:
- Der Justinusfelsen. Führungsblatt zu der römischen Felsinschrift und den Limesanlagen im Aartal bei Bad Schwalbach (= Archäologische Denkmäler in Hessen. Nummer 165). Landesamt für Denkmalpflege Hessen, Wiesbaden 2005, ISBN 978-3-89822-165-8.
- Das Bodendenkmal – Umgang und Rezeption. In: Andreas Thiel (Hrsg.): Der Limes als UNESCO-Welterbe. Konrad Theiss 2008, ISBN 978-3-8062-2118-3, S. 24–43.
- als Mitautor: UNESCO-Welterbe Grenzen des Römischen Reiches. Obergermanisch-Raetischer Limes in Baden-Württemberg. Landesamt für Denkmalpflege im Regierungspräsidium Stuttgart, Esslingen 2011.
- mit Manfred Baumgärtner (Hrsg.), Tilman Gatter (Zeichnungen), Martin Kemkes und Andreas Thiel: Der Limes im Ostalbkreis. Einhorn, Schwäbisch Gmünd 2013, ISBN 978-3-936373-92-9.
- Beiträge in: Dieter Planck: Das Limestor bei Dalkingen (= Forschungen und Berichte zur Vor- und Frühgeschichte in Baden-Württemberg. Band 129). Theiss, Darmstadt 2014, ISBN 978-3-8062-3033-8.
- Am Limes – aktiv. Erlebnis Limes, spüren, wie die Römer lebten. 3. Auflage. Landratsamt Rems-Murr-Kreis / Landratsamt Ostalbkreis, Waiblingen / Aalen 2015, ohne ISBN.
- Bronzeschalen mit flachem horizontalem Griff („Kasserollen“). Archäologische und metrologische Studien an Funden aus den römischen Vesuvsiedlungen (= LEIZA Publications. Band 2). LEIZA Verlag, Mainz 2025, ISBN 978-3-88467-366-9 (Dissertation, Johann Wolfgang Goethe-Universität Frankfurt am Main; online).